# ダビッド・エラザール
ダビッド（ダド）・エラザール（ヘブライ語: דוד "דד" אלעזר、英語: David "Dado" Elazar、1925年8月27日 - 1976年4月15日）とは、イスラエルの軍人。第四次中東戦争時のイスラエル国防軍参謀総長。第三次中東戦争時の北部軍司令官であった。

## 経歴
サラエヴォ出身のセファルディム。ナチスがユーゴスラビアに圧力をかけつつあった1940年、ユダヤ人亡命支援事業である青年アリーヤー運動によりイギリス委任統治領パレスチナに亡命。サマリアのキブツエイン・シェメールに移住。ほどなくしてパルマッハに入隊する。
第一次中東戦争に参加し、パルマッハのハレル旅団に所属。エルサレムでの戦いの中で戦闘指揮官としての才能を評価され、1948年5月に中隊長、7月には大隊長に昇進する。第一次中東戦争後も軍にとどまり、1950年代前半にはいくつかの軍の要職に就き、またイスラエル・タルと共にヘブライ大学に在籍した時期もあった。第二次中東戦争にはネゲヴ旅団の旅団長として従軍し、ガザ地区の制圧や治安維持任務に就いた。彼はこの頃、機甲科への転属を決め、1957年にガザ地区から撤退したのち約8か月の転換訓練コースを終了後、1958年3月に第7機甲旅団旅団長となった。1959年4月に旅団長の任期を終え、機甲総監ハイム・バーレブから機甲科副総監に任命される。1961年6月、ハイム・バーレブの後任として機甲総監に就任した。
大佐に昇進したエラザールは1964年に北部軍司令官に任命される。この頃からヨルダン川からの取水を巡ってイスラエルとシリアとの間で緊張が高まっており(水戦争)、これが1967年の第三次中東戦争の要因の一つともなった。第三次中東戦争においてエラザールは北部軍司令官としてゴラン高原およびヨルダン川西岸地域北部の制圧を指揮した。
1972年1月1日、エラザールはイスラエル国防軍第9代参謀総長に任命される。5月8日、サベナ航空572便ハイジャック事件が発生、エラザールは航空機への突入作戦を指揮し、特殊部隊サイェレット・マトカル隊員に直接ブリーフィングを行った。突入成功後エラザールは、「すべての国が我々のように振舞えば、世界中でこういう事件は起こらなくなるだろう」と述べた。しかしこの事件からわずか3週間後の5月30日、後の日本赤軍メンバーによるテルアビブ空港乱射事件が発生し、さらに9月にはミュンヘンオリンピックでのイスラエル選手虐殺事件が発生した。エラザールは報復としてシリアおよびレバノン領内のPLO拠点への爆撃を命じた（イスラエルによるシリア・レバノン空爆 (1972年)）。翌1973年4月には、ベイルート市内のPLOおよび黒い九月の幹部への襲撃作戦を承認した（イスラエルによるレバノン襲撃 (1973年)）。
1973年5月頃から、エラザールはエジプトが戦争準備をしている事を強く警戒していた。しかし国防大臣モーシェ・ダヤンや他の閣僚らは戦争の可能性は低いと考えていた。10月6日の早朝、その日に攻撃が行われることを確信したエラザールは予備役の総動員と空軍機による先制攻撃の許可を求めたが、モーシェ・ダヤンらの反対により限定的な予備役動員のみが許可された。その日の午後、エジプトとシリアの同時奇襲攻撃により第四次中東戦争が始まると、ダヤンを含むイスラエルの軍人や政治家の多くが衝撃を受けたが、エラザールは状況を冷静に分析していた数少ない将官の一人であった。第四次中東戦争はその後、イスラエル側が反抗作戦に成功し北部の対シリアおよび南部の対エジプトの両戦線で敵を押し返す事に成功し停戦を迎えたが、戦後、イスラエル軍の損失が大きかった事や奇襲を予知できなかった事についての公聴会が行われ、エラザールはアグラナット委員会の勧告を受け参謀総長を辞任した。
軍を離れたエラザールはZIM統合海運事業会社の取締役に就任するなど実業家として活動したが、1976年に水泳中に心臓発作で亡くなった。エラザールの遺体はエルサレムのヘルツルの丘の軍人墓地に埋葬された。

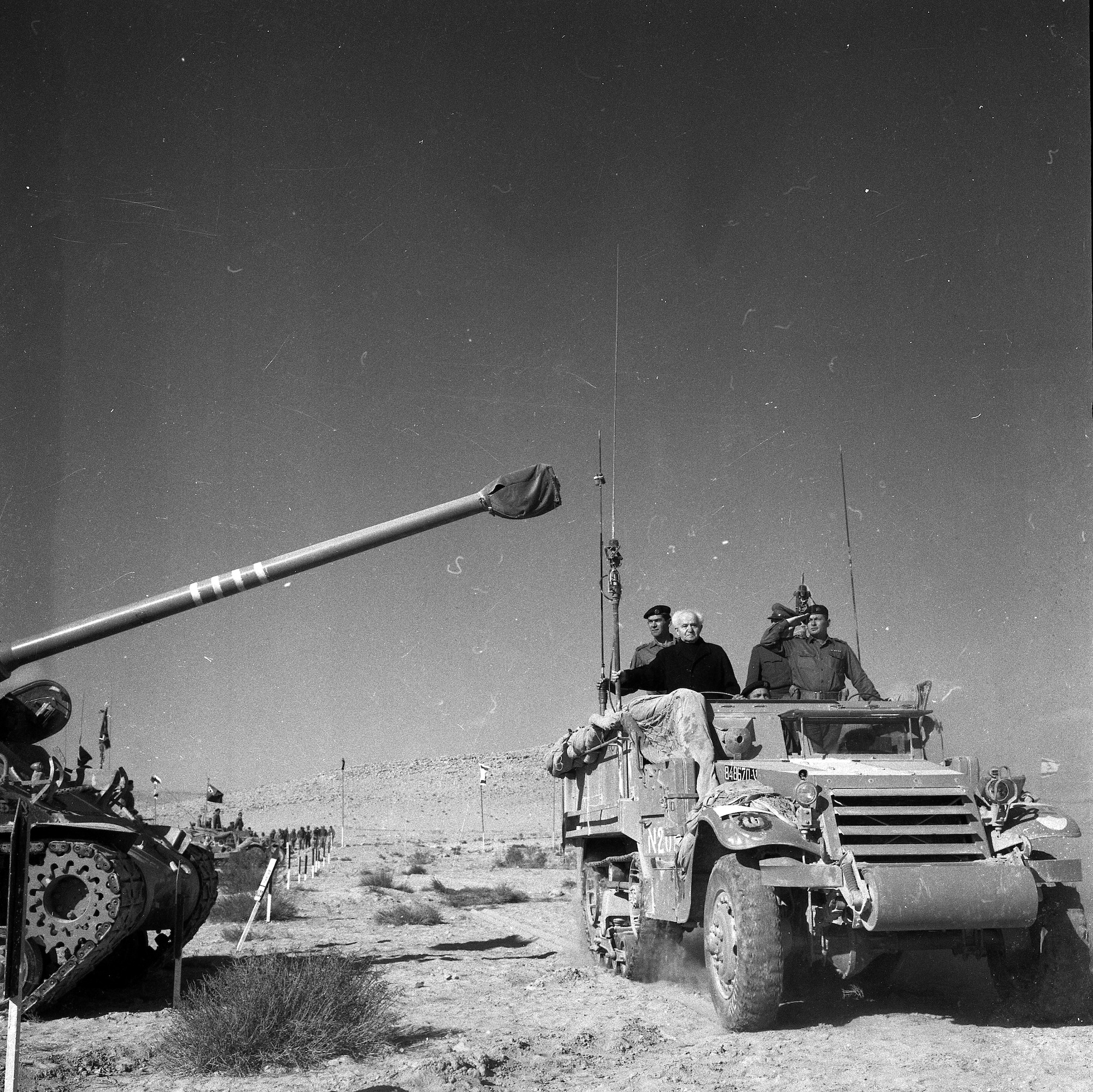
ハーフトラックに乗り機甲部隊を視察するダヴィド・ベングリオン、後ろにエラザール。1962年。
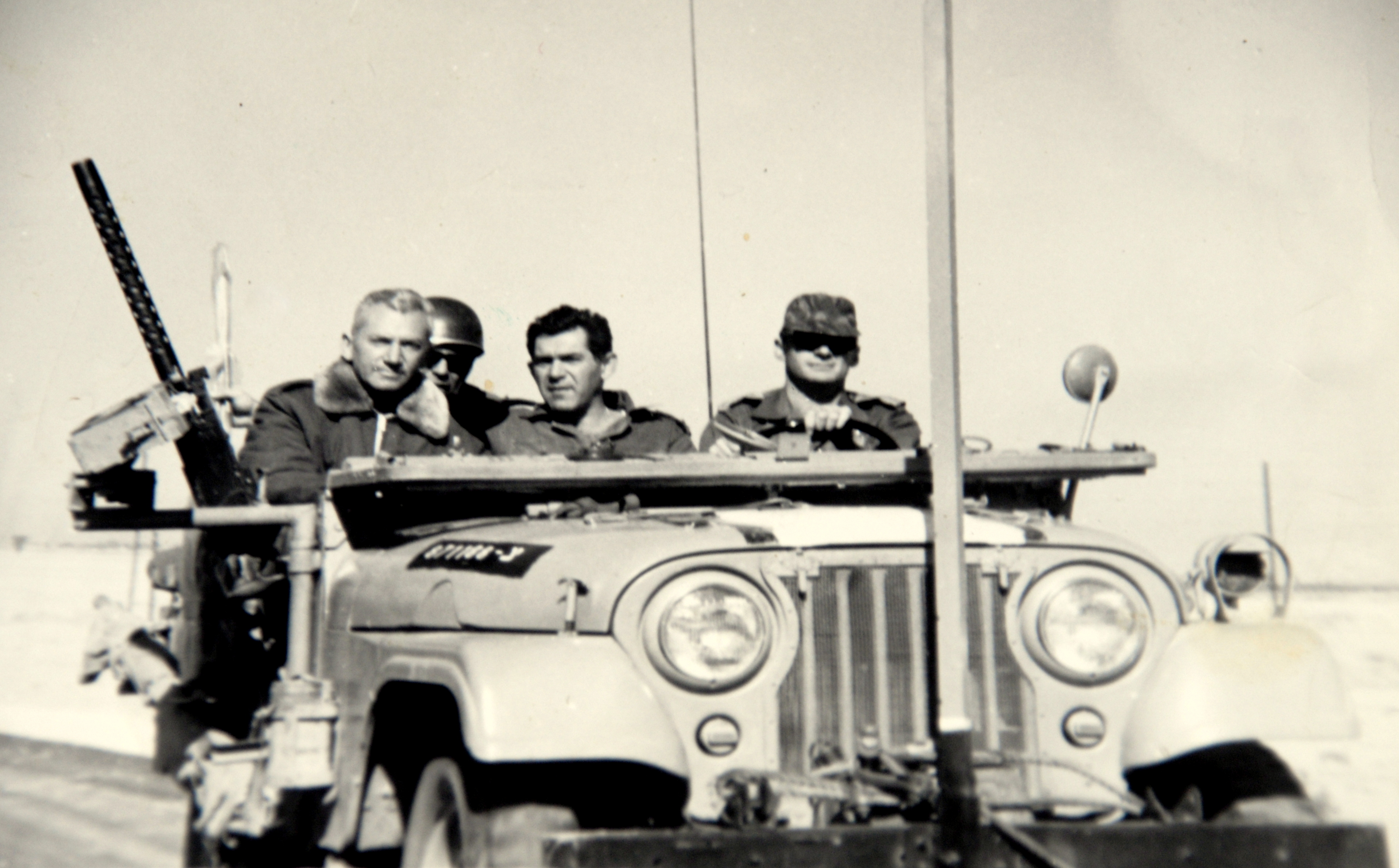
中央がエラザール、左にハイム・バーレブ。1968年から69年頃。
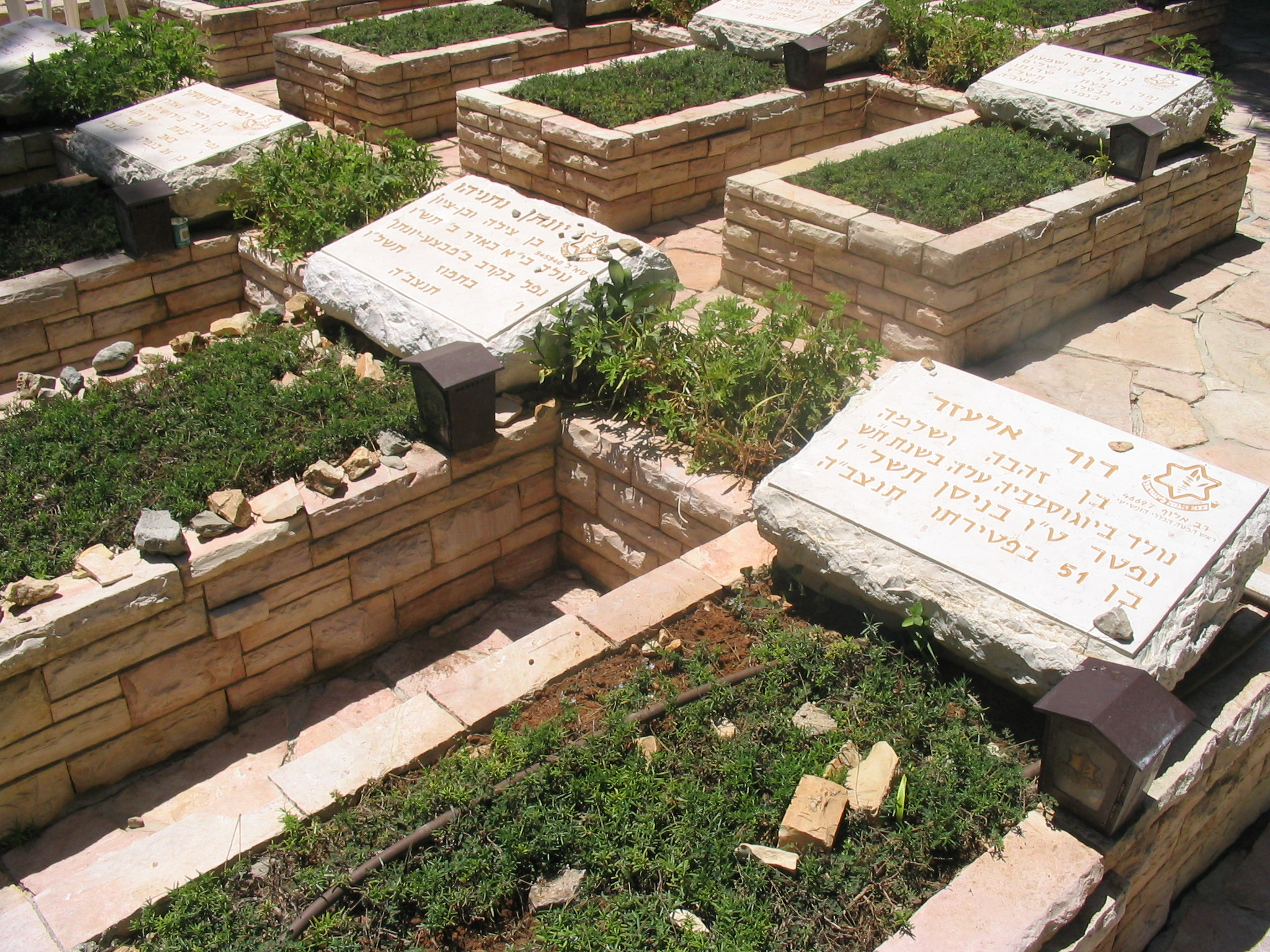
エラザールの墓（手前）。隣の墓はヨナタン・ネタニヤフのものである。